# Guía palaciana
La Guía palaciana fue una publicación en la que se recogían distintos aspectos de la Real Casa y Patrimonio de la Corona de España y de la corte española.

## Historia
La publicación fue iniciada por Manuel Jorreto Paniagua escritor y periodista español en 1896. En ese momento ejercía la regencia de España, María Cristina de Austria en nombre de su hijo Alfonso XIII. Las ceremonias y organización de la corte española se había ido estabilizando y regularizando desde la Restauración de la monarquía, por lo que la publicación cristalizaba y divulgaba ese nuevo orden. 
En un momento determinado Manuel Jorreto se retiró de la publicación, poniéndose esta bajo la dirección de Pedro Soler y Mora
La publicación finalizó en 1906 con la publicación del cuadernillo cuadragésimo quinto y la lista de suscriptores. Entre los mismos se encontraban personajes de gran relevancia en la sociedad de la época: desde el propio Alfonso XIII, su madre, la reina regente María Cristina; sus hermanas, las infantas María de las Mercedes y María Teresa hasta el cardenal Sancha, pasando por políticos como José María Fernández Ladreda.

## Descripción
La Guía se publicaba por medio de cuadernillos individuales, que eran posteriormente encuadernados en tres grupos que formaban los tres tomos de la obra. En total se publicaron 45 cuadernos.  
Los autores de los textos eran escritores e historiadores especializados como José María Nogués, Bernardino Martín Mínguez, José María de Lezo, marqués de Ovieco; Antonio Sánchez Pérez; Antonio Pineda y Ceballos-Escalera o Juan Gualberto López-Valdemoro, conde de las Navas.
Cada uno de los cuadernos contaba con láminas y grabados que acompañaban el texto. Entre los autores gráficos se encontraban Juan Comba, L. Álvarez o el propio Manuel Jorreto.